# Oligostigma camptozonale
Oligostigma camptozonale là một loài bướm đêm trong họ Crambidae.